# Núbia Soares
Pour les articles homonymes, voir Soares.
Núbia Aparecida Soares (née le 26 mars 1996 à Minas Gerais) est une athlète brésilienne spécialiste du triple saut.

## Biographie
Le 25 juin 2017, elle remporte le titre des Championnats d'Amérique du Sud avec 14,42 m, devançant Yulimar Rojas (14,36 m).
Le 3 mars 2018, Nubia Soares participe aux championnats du monde en salle de Birmingham. Pour sa première compétition en salle de sa vie, la Brésilienne termine à la 9e place de la compétition avec un saut à 14,00 m.

## Palmarès
| Date | Compétition                        | Lieu       | Résultat | Marque  |
| ---- | ---------------------------------- | ---------- | -------- | ------- |
| 2013 | Championnats du monde cadets       | Donetsk    | 4e       | 13,60 m |
| 2013 | Jeux panaméricains juniors         | Medellin   | 3e       | 13,33 m |
| 2014 | Championnats du monde juniors      | Eugene     | 8e       | 13,53 m |
| 2015 | Jeux panaméricains                 | Toronto    | 11e      | 13,57 m |
| 2015 | Championnats panaméricains juniors | Edmonton   | 1re      | 14,16 m |
| 2017 | Championnats d'Amérique du Sud     | Luque      | 1re      | 14,42 m |
| 2018 | Championnats du monde en salle     | Birmingham | 9e       | 14,00 m |
| 2018 | Jeux sud-américains                | Cochabamba | 1re      | 14,59 m |

## Records
| Épreuve     | Épreuve   | Marque       | Lieu                 | Date            |
| ----------- | --------- | ------------ | -------------------- | --------------- |
| Triple saut | Plein air | 14,69 m (NR) | Sotteville-lès-Rouen | 17 juillet 2018 |
| Triple saut | En salle  | 14,00 m      | Birmingham           | 3 mars 2018     |